# Собор 1503 года
Собо́р 1503 го́да, также известный как «собор о вдовых попах» — собор Русской православной церкви, который проходил в Москве в августе — сентябре 1503 года. Задачей собора было решение ряда дисциплинарных вопросов, в отношении которых было вынесено два постановления. Однако в памяти он остался как собор, на котором решался вопрос о монастырском землевладении. Неизвестно никаких соборных решений на этот счёт.

## Участники собора
Соборные определения подписали:
- Митрополит Московский Симон,
- Геннадий (Гонзов), архиепископ Новгородский и Псковский,
- Нифонт, епископ Суздальский и Торуский,
- Протасий, епископ Рязанский и Муромский,
- Вассиан (Стригин-Оболенский), епископ Тверской,
- Никон, епископ Коломенский,
- Трифон (Дубина), епископ Сарский и Подонский,
- Никон, епископ Пермский и Вологодский.

В соборе принимали участие великий князь Иван III, его сыновья Василий, Дмитрий Жилка, преподобный Нил Сорский и преподобный Иосиф Волоцкий, игумен Троице-Сергиева монастыря Серапион, игумены и архимандриты монастырей, другие духовные и светские лица.

## Первый этап собора: вопрос о ставленых пошлинах
Собор 1503 года, в отличие от Владимирского собора 1274 года, ограничившего размер ставленых пошлин взимавшихся при выдаче ставленых грамот, решил «не имати отъ ставленія никому ничего». Нарушившему это правило, грозило низвержение из сана, а хиротония, совершённая за мзду, признавалась недействительной. Решение касалось всех степеней священства.
Соборное определение «О невзимании мзды со священнослужителей за хиротонию» было подписано 1503 года «августом 6-м числом».
Впоследствии Стоглавый собор, восстановив взимание ставленых пошлин, отменил это решение.
Собор так же подтвердил нижний предел для посвящения в священники тридцатью годами, дьякона — 25 годами, иподьякона — 20.

## Вопрос «о вдовых попах»
Другая группа вопросов касалась нравственности священнослужителей. Очевидные нарушения, на которые не без основания указывали «жидовствующие», требовали принятия соответствующих мер. Прежде всего, это касалось овдовевших священников. Известно, что по апостольским правилам, священник может быть лишь один раз женат, «муж одной жены» (1 Тим 3.12). Овдовевшие попы, не страшась нарушить церковных установлений, зачастую вступали во второй брак.
Ссылаясь на митрополитов святителей Петра и Фотия, упомянув апостольские правила, однако, не назвав их, собор постановил вдовым попам не служить, те же, что вступили во второй брак, подлежат лишению сана и всех священнических прав. Иные могут служить на клиросе, получая четвёртую часть того, что получает служащий на их месте священник, могут причащаться в алтаре, носить епитрахиль. Можно, приняв постриг, служить в монастырях, но не в мирских церквях.
Другое постановление касалось так называемых «двойных» монастырей, в которых совместно жили монашествующие обоих полов. Собор настаивал на необходимости их расселения. В женских же монастырях служить должно белое духовенство.
Ещё одно постановление запрещало служить Литургию пьяным и с похмелья.
Далеко не все положительно встретили запрет служить вдовым священникам. Вызывала возражения огульность, с которой собор подошёл к этому вопросу. Реакцией на этот запрет стало «Написание о вдовых попах» ростовского священника Георгия Скрипицы. Будучи сам вдовцом, он пишет: «А вы, господа, всех ереев и диаконов безо испытания на лица зря, осудили: которой поп имеет жену — чист, а не имеет жены — нечист, а чернец, не имея жены, чист…» Он пишет о противоречии постановления апостольским и святоотеческим правилам, обвиняет иерархов в небрежении, которые допустили бесчинства в церкви, перепоручив наблюдение мирским властям.
Инициатором этого решения считают преподобного Иосифа, написание которого было включено в текст «Стоглава» (глава 79). В этом кратком документе Иосиф возражает тем, кто ссылается на противоречие постановления апостольским правилам: «Мы же глаголемъ, аще бытии чистым немощно, зло то прелюбодейство искоренити, а мнози святи отцы из правилъ апостольскихъ и отеческихъ оставиша, что есть на вредъ церкве и на соблажненіе христіянству». Иными словами Иосиф ссылается на прецедент ужесточения апостольских правил святыми отцами.
Постановление о вдовых попах по той же причине вызвало недовольство и среди заволжских старцев.

## Вопрос о церковном землевладении
Если в отношении соборных постановлениях «О ставленнических пошлинах» и «О вдовых попах» сомнений нет, эти документы сохранены и изданы, то в отношении поземельных споров далеко не всё ясно. Соборного постановления по этому вопросу не обнаружено. Молчат об этом и летописи, нет упоминаний в других документах. Поэтому ряд историков вообще отрицают какие-либо прения по этому поводу на соборе и вообще в это время (А. И. Плигузов, Д. Островский).
Привычная схема, основанная на известном документе середины XVI века «Письмо о нелюбках», утверждает, что в конце собора произошёл спор между преподобными Нилом и Иосифом по вопросу о монастырском землевладении. По этой версии вопрос поднял преподобный Нил, поддержанный Белозерскими старцами. Иосиф Волоцкий смог аргументировано отстоять право монастырей иметь «сёла» и собор поддержал его. Однако другие известные источники противоречат этой версии.